# Bzenov
Bzenov (bis 1927 slowakisch auch „Bzinov“ oder „Bžany“; ungarisch Berzenke) ist eine Gemeinde im Osten der Slowakei mit 778 Einwohnern (Stand 31. Dezember 2024) im Okres Prešov, einem Teil des Prešovský kraj, und wird zur traditionellen Landschaft Šariš gezählt.

## Geographie

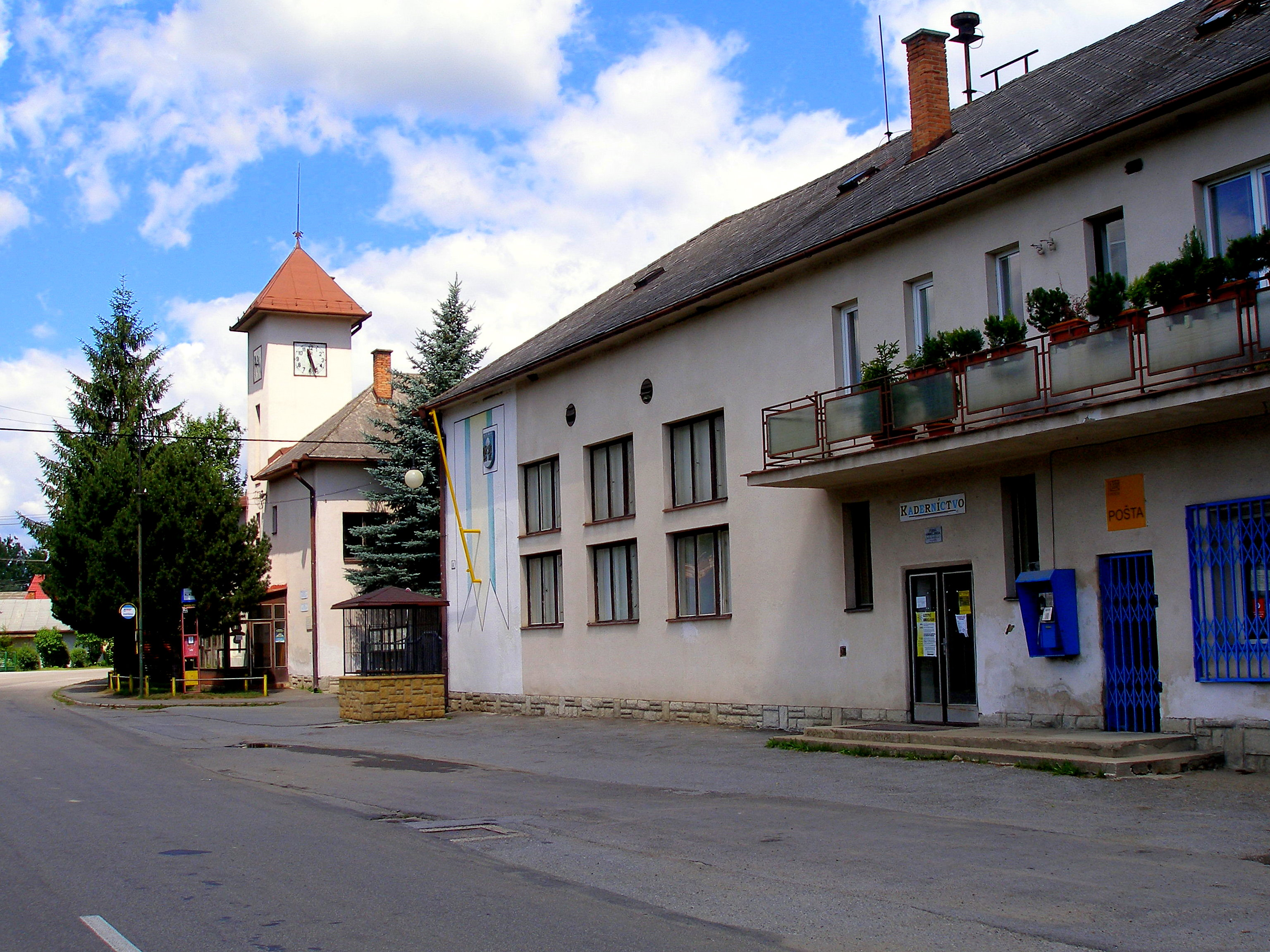
Ortszentrum und Kirche

Die Gemeinde befindet sich im Südteil des Berglands Šarišská vrchovina im Tal der Svinka. Das Ortszentrum liegt auf einer Höhe von 304 m n.m. und ist 11 Kilometer von Prešov entfernt.
Nachbargemeinden sind Prešov (Stadtteil Cemjata) im Norden, Radatice im Osten, Janov im Südosten und Süden, Rokycany im Westen und Kojatice im Nordwesten.

## Geschichte
Bzenov wurde zum ersten Mal 1423 als Bezenke schriftlich erwähnt, entstand aber schon im 14. Jahrhundert auf dem Gut des Geschlechts von Čičarovce. 1427 gehörten die Ortsgüter (mit 11 Porta) kurzzeitig zur Propstei von Leles und im 16. und 17. Jahrhundert der Stadt Kaschau sowie verschiedenen Adelsfamilien. 1787 hatte die Ortschaft 24 Häuser und 163 Einwohner, 1828 zählte man 28 Häuser und 230 Einwohner, die als Holzfäller, Landwirte sowie als Hersteller von landwirtschaftlichen Werkzeugen beschäftigt waren.
Bis 1918/1919 gehörte der im Komitat Sáros liegende Ort zum Königreich Ungarn und danach zur Tschechoslowakei beziehungsweise heute Slowakei.

## Bevölkerung
| Jahr                | 1994 | 2004    | 2014    | 2024 |
| ------------------- | ---- | ------- | ------- | ---- |
| Anzahl der Personen | 677  | 728     | 778     | 778  |
| Unterschied         |      | +7,53 % | +6,86 % | +0 % |

| Jahr                | 2023 | 2024    |
| ------------------- | ---- | ------- |
| Anzahl der Personen | 786  | 778     |
| Unterschied         |      | −1,01 % |

Nach der Volkszählung 2011 wohnten in Bzenov 754 Einwohner, davon 645 Slowaken, 49 Roma, jeweils zwei Russinen und Ukrainer und ein Deutscher. Ein Einwohner gab eine andere Ethnie an und 54 Einwohner machten keine Angabe zur Ethnie.
563 Einwohner bekannten sich zur römisch-katholischen Kirche, 89 Einwohner zur Evangelischen Kirche A. B., 24 Einwohner zur griechisch-katholischen Kirche, drei Einwohner zu den Zeugen Jehovas, zwei Einwohner zur orthodoxen Kirche sowie jeweils ein Einwohner zur apostolischen Kirche und zur evangelisch-methodistischen Kirche; sieben Einwohner bekannten sich zu einer anderen Konfession. 14 Einwohner waren konfessionslos und bei 50 Einwohnern wurde die Konfession nicht ermittelt.

## Bauwerke und Denkmäler
- römisch-katholische Andreaskirche im Barockstil aus dem Jahr 1746, im Jahr 1928 erneuert
- moderne römisch-katholische Andreaskirche aus dem Jahr 1999